# Riu Argun (Caucas)
El riu Argun (en rus: Аргу́н) flueix a través del nord del Caucas, a Geòrgia i Txetxènia. És un afluent del Sunzha i és dins de la conca del Terek. El riu té les seves fonts en els pendents del nord del Caucasus a Geòrgia. Entra a la Txetxènia occidental a través dels districtes d'Itum-Kalinski i Xatoiski.
Els voltants del riu Argun són considerats el primer assentament dels txetxens, i s'hi troben ruïnes d'aquestes antigues poblacions, on s'aprecia l'arquitectura tradicional. El riu és la frontera natural dels districtes de Salinski i Grozneski. Abans de les Guerres Txetxenes hi havia nombrosos habitatges i granges a la regió al voltant del riu. La ciutat d'Argun pren el nom del riu.